# كينيث بوين
كينيث بوين (بالإنجليزية: Kenneth Bowen)‏ هو موزع ومغني ومدرس بريطاني، ولد في 3 أغسطس 1932 في لنلي ‏ في المملكة المتحدة، وتوفي في 1 سبتمبر 2018 في شلتنهام في المملكة المتحدة.